# Fala (perro)
Fala (7 de abril de 1940 - 5 de abril de 1952) fue un famoso terrier escocés, una de las mascotas más queridas de la Casa Blanca y del presidente de los Estados Unidos Franklin D. Roosevelt (1882-1945). Fue una de las mascotas presidenciales que más captó la atención del público en los Estados Unidos y fue seguida por todo el mundo, convirtiéndose en parte de la imagen pública de Roosevelt.

## Regalo de Navidad

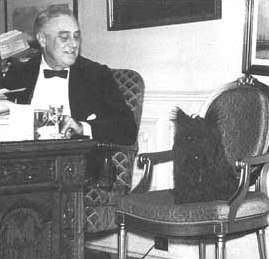
Roosevelt en su despacho, con Fala cachorro (hacia 1941).

Fala nació el 7 de abril de 1940. Fue un regalo de Navidad a Eleanor Roosevelt de la prima de Frankin D. Roosevelt, Margaret "Daisy" Suckley. Fala, un cachorro, destacaba por su obediencia. Suckley le enseñó a sentarse, rodar y saltar. Su nombre original era Big Boy. Franklin lo rebautizó como Murray, the Outlaw of Falahil, un famoso antepasado escocés. Más tarde se abrevió como "Fala".

## En la Casa Blanca
Fala vivió en la Casa Blanca desde el 10 de noviembre de 1940 hasta el 12 de abril de 1945. Sus travesuras en la Casa Blanca fueron ampliamente divulgadas en los medios de comunicación.
Todas las mañanas era alimentado con un hueso, mientras Roosevelt desayunaba. Las primeras semanas en la Casa Blanca contrajo un trastorno gastrointestinal grave, que más tarde se descubrió era debido a la constante alimentación por parte del personal de la Casa Blanca. Roosevelt ordenó que nadie le diera ni siquiera una migaja a Fala: solo el presidente podría alimentarlo. Desde entonces el perro se encontró en mejor estado de salud.

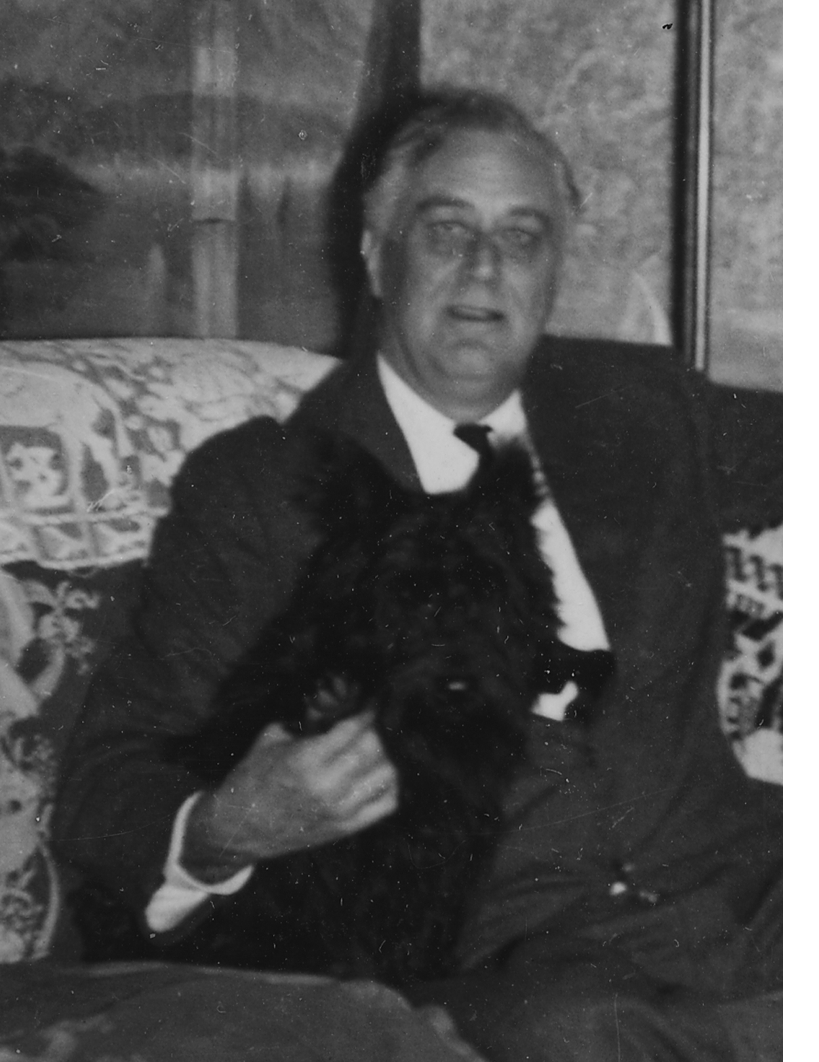
Roosevelt sentado en un sofá con Fala (1942).

Fala viajaba constantemente con Roosevelt a su casa de Gatwick, en Hyde Park (Nueva York), y a su casa de Warm Springs (en Georgia), el balneario favorito de Roosevelt.
La empresa cinematográfica Metro Goldwin Mayer realizó una película sobre un día típico en la Casa Blanca, y allí presentó a Fala. El ejército de los Estados Unidos honró el esfuerzo de Fala que contribuía con un dólar diario al esfuerzo de guerra, un ejemplo para otros en el frente interno.
Fala vivió acontecimientos importantes en la vida del presidente Roosevelt: viajó en el Sacred Cow (nombre con el que se conocía al avión del presidente, Air Force One) y en el ferrocarril Ferdinand Magellan Railcar (el vagón de Roosevelt, de fabricación personalizada para los mandatarios). Fala viajó en buque con Roosevelt a la Conferencia sobre la Carta del Atlántico (en la ciudad canadiense de Quebec) y a la reunión con el presidente mexicano Manuel Ávila Camacho en Monterrey (México).
En 1943 Fala fue objeto de una serie de dibujos animados políticos de Alan Foster, titulada Mr. Fala of the White House (‘el Sr. Fala de la Casa Blanca’).

## El «Discurso Fala»

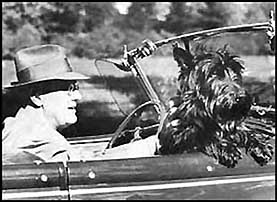
Roosevelt conduciendo su automóvil personal, con Fala.

El 23 de septiembre de 1944, Roosevelt dio su famoso «Discurso Fala» durante la campaña a las elecciones presidenciales de 1944. El discurso duró 39,5 minutos y fue pronunciado en una cena de campaña en Washington DC, ante la International Brotherhood of Teamsters. En el discurso, Roosevelt atacó a sus oponentes republicanos del Congreso y detalló los ataques que recibía, las falsas acusaciones de los republicanos de que habían dejado accidentalmente a su perro Fala en las islas Aleutianas, mientras estaba de gira, que había enviado un destructor de la Marina para recuperar su perro a un costo exorbitante.

## Después de la muerte de Roosevelt
Franklin D. Roosevelt falleció el 12 de abril de 1945, cuando Fala tenía cinco años recién cumplidos. Fala asistió al funeral de Roosevelt y quedó al cuidado de la viuda, Eleanor Roosevelt. Se mudaron desde la Casa Blanca (donde Fala había vivido toda su corta vida) a la casa de Val-Kill (en Hyde Park).
Eleanor sentía un gran placer en compañía de Fala, y los dos se hicieron compañeros inseparables.
A menudo lo mencionaba en su columna del periódico «My day» (‘mi día’).

Era Fala, el perrito de mi esposo, que en realidad nunca se terminó de ajustar. Una vez, en 1945, cuando el general Eisenhower llegó a depositar una ofrenda floral en la tumba de Franklin, las puertas de la entrada normal se abrieron y su automóvil se acercó a la casa acompañado por las sirenas de una escolta policial. Cuando Fala oyó las sirenas, se puso de pie de un salto, con orejas alzadas y me di cuenta de que él esperaba ver a su amo viniendo por la entrada, como había venido tantas veces.

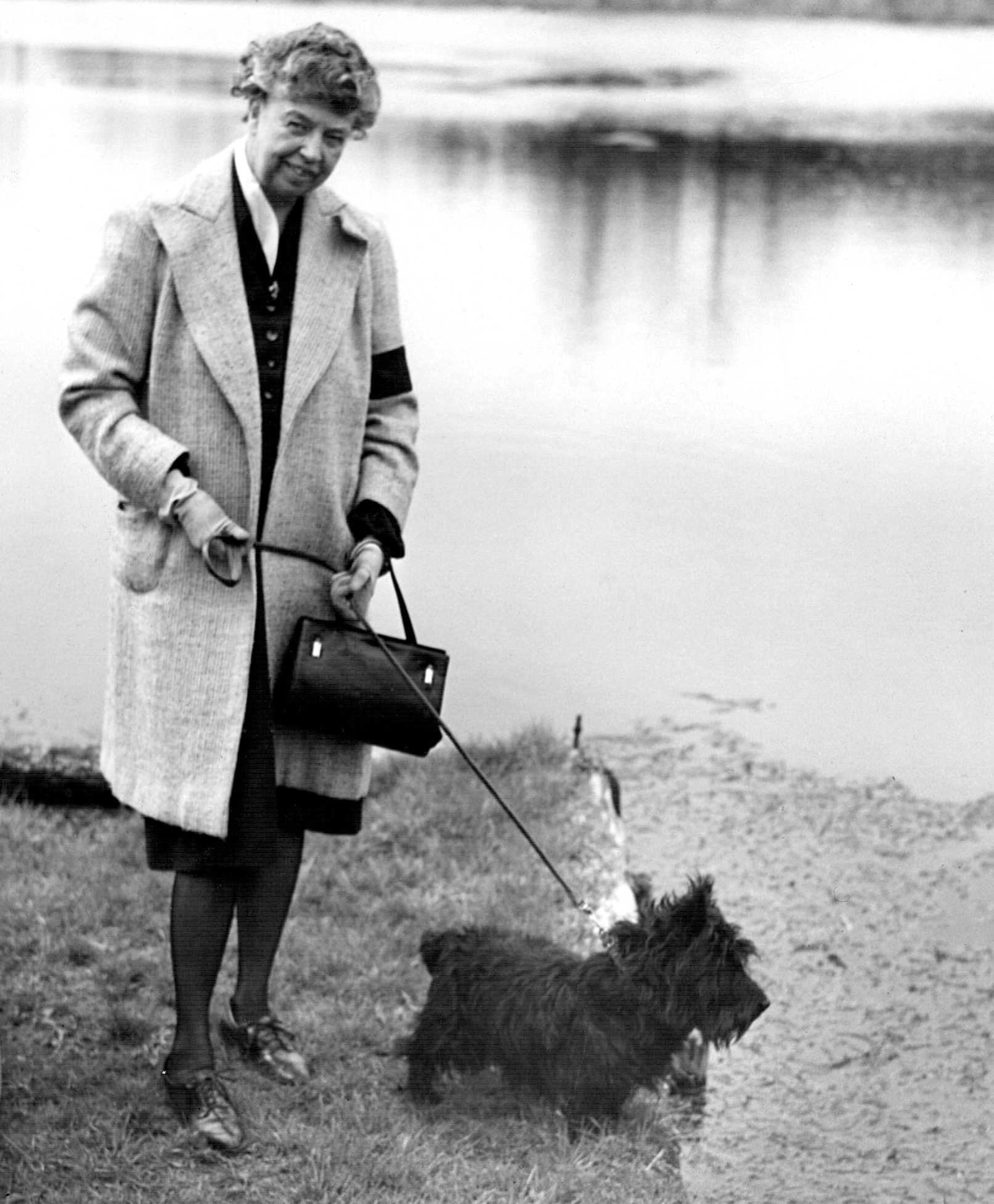
Eleanor Roosevelt caminando con Fala en 1947 (dos años después de la muerte de Roosevelt).

Más tarde, cuando nos fuimos a vivir a la casa de campo, Fala siempre se ponía cerca de la puerta del comedor, desde donde podía ver las dos entradas, tal como lo hacía cuando su amo estaba allí. A veces Franklin decidía de repente ir a alguna parte, y Fala tenía que tener las dos entradas controladas con el fin de estar listo para saltar y unirse a la fiesta inesperada. Después de la muerte de mi esposo Fala me aceptó, pero yo era alguien provisorio mientras regresara su amo.
Eleanor Roosevelt, On my own

Fala sobrevivió siete años a su amigo: falleció el 5 de abril de 1952, dos días antes de cumplir 12 años de edad. Fue enterrado cerca de la sepultura de Roosevelt en el jardín de rosas de Springwood.
Eleanor falleció diez años después, el 7 de noviembre de 1962, y fue enterrada junto a su esposo y su mascota.
La estatua de Fala junto a Roosevelt es un monumento prominente en Washington DC, en el Monumento a Franklin Delano Roosevelt. Es la única mascota presidencial honrada de esta manera.